# مستريح
مستريح هو مصطلح منتشر في مصر يشير إلى شخص يحتال على أموال الأفراد بزعم استثمارها في مجالات مختلفة، نظير عوائد مالية ضخمة. وفي أغلب الأوقات يقوم المحتال بأخذ أموال شخص ثم يعطيها لشخص آخر وهكذا حتى تتسع الدائرة ويحصل على أكبر قدر ممكن من الأموال ثم يهرب.
ويرجع الخبراء انتشار هذه الظاهرة إلى عدة عوامل وفي مقدمتها رغبة البعض في تحقيق الثراء السريع وعوائد مرتفعة في فترات زمنية قصيرة دون التحقق من حجم المخاطر، وكذلك بسبب الدعاية الدينية السلبية التي تقنع المواطنين بالتعامل مع شركات توظيف الأموال، إذ ترهب الجمهور من التعامل مع البنوك وتعتبره حراماً.

## أصل التسمية
ترجع مصطلح المستريح لقضية شهيرة عندما ألقت الإدارة العامة لمباحث الأموال العامة القبض على أحمد مصطفى إبراهيم محمد الشهير بالمستريح حيث حصل على أكثر من 2 مليار جنيه من المواطنين بزعم توظيفها في مشروعات ضخمة، مقابل إعطائهم فوائد شهرية مغرية.

## التاريخ
بدأت ظاهرة المستريح إلى سبعينيات وثمانينيات القرن الماضي، والتي شهدت بروز ما كان يعرف بشركات توظيف الأموال، وأشهرها «الريان»، «السعد» و«الهدى» عمدت هذه الشركات إلى أخذ الأموال من المودعين بغرض استثمارها مقابل عائد مادي عال، خاصة بالمقارنة بأسعار الفائدة في البنوك المصرية التي كانت منخفضة حينها. تمتعت هذه الشركات أيضاً بغطاء ديني، قدمه عدد من المشايخ، الذين قدموا خدماتها كوسيلة للربح الحلال مقابل «البنوك الربوية».انتهت ظاهرة شركات توظيف الأموال بهروب أو سجن من كانوا يعملون فيها، بعد أن عجزوا عن الوفاء بوعودهم بدفع الفوائد أو رد أموال المودعين. وتسببت قضاياهم وقتها في هزة اقتصادية واجتماعية كبيرة للمجتمع المصري، بعد أن تبخرت أموالُ الناس في مُضاربات وهمية وتجارة في أسواق الذهب والبورصات العالمية بطريقة عشوائية غير مدروسة.